# Alexis Weissenberg
Alexis Weissenberg (ur. 26 lipca 1929 w Sofii, zm. 8 stycznia 2012 w Lugano) – francuski pianista żydowskiego pochodzenia urodzony w Bułgarii.

## Życiorys
Alexis Weissenberg urodził się w Sofii w rodzinie żydowskiej. Naukę gry na fortepianie rozpoczął w swoim rodzinnym mieście w wieku trzech lat pod kierunkiem Panczo Władigerowa. Pierwszy publiczny występ dał w wieku ośmiu lat. Po przeprowadzce do Brytyjskiego Mandatu Palestyny w 1945 r., studiował u Leo Kestenberga, następnie wyjechał w 1946 r. do Nowego Jorku, gdzie uczęszczał do Juilliard School i pobierał lekcje u Olgi Samaroff. Był także uczniem Artura Schnabla i Wandy Landowskiej.
Zadebiutował w 1947 r. w Nowym Jorku z Philadelphia Orchestra pod dyrekcją George’a Szella, grając III Koncert fortepianowy Rachmaninowa. W latach 1956–1966 zawiesił wystąpienia publiczne w celu dalszych studiów i nauczania, wznawiając karierę w 1966 r. recitalem w Paryżu. Później tego samego roku wykonał I Koncert fortepianowy Czajkowskiego w Berlinie Zachodnim pod dyrekcją Herberta von Karajana, który chwalił go jako „jednego z najlepszych pianistów naszych czasów”. W 1996 odznaczony został Komandorią Orderu Sztuki i Literatury.

## Nagrania
Bryce Morrison w czasopiśmie „Gramophone” opisał jego nagranie Sonaty h-moll Liszta z 1970 roku jako jedną z najbardziej ekscytujących i lirycznych interpretacji tego dzieła. Znane są również jego wykonania utworów Schumanna, Rachmaninowa i Chopina (Sonata na fortepian nr 2 i Sonata na fortepian nr 3, nokturny i walce).
Do innych znaczących interpretacji Weissenberga należą wykonania I Koncertu fortepianowego Brahmsa, z Carlo Marią Giulini i Riccardo Mutim („Les Introuvables d’Alexis Weissenberg”, 2004), II Koncertu fortepianowego Rachmaninowa z Herbertem von Karajanem i Berlińską Orkiestrą Filharmoniczną, a także III Koncertu fortepianowego Rachmaninowa z Georges’em Prêtre i Seiji Ozawą z Boston Symphony Orchestra (również z Leonardem Bernsteinem i Orchestre National de France). Wysokie uznanie przyniosło mu także nagranie filmowe Pietruszki autorstwa Igora Strawińskiego w 1965 r. (reż. Åke Falck). Kiedy Karajan obejrzał ten film, zaprosił Weissenberga do filmowego nagrania I Koncertu fortepianowego Czajkowskiego, w zastępstwie za Swiatosława Richtera.

## Działalność pedagogiczna
Alexis Weissenberg prowadził kursy mistrzowskie gry na fortepianie na świecie. W kursach, które prowadził co rok w Engelbergu (Szwajcaria), jego studentami byli, m.in.: Kirill Gerstein, Simon Mulligan, Nazzareno Carusi, Rafael Orozco Flores, Andriej Ponoczewny i Rafał Łuszczewski.
Był także kompozytorem utworów fortepianowych oraz musicalu Nostalgie, który miał swoją premierę w Teatrze Państwowym w Darmstadt 17 października 1992 r.
Zmarł w Lugano w wieku 82 lat, zmagając się z chorobą Parkinsona. Pozostawił troje dzieci, Davida, Christinę i Marię.

## Nagrania

### Audio
- Bach: Wariacje Goldbergowskie
- Bartók: Koncert fortepianowy nr 2 (dyr. Eugene Ormandy, Philadelphia Orchestra), RCA Red Seal
- Beethoven: Pięć koncertów fortepianowych z Herbertem von Karajanem i Berlińską Filharmonią dla EMI (3 płyty)
- Beethoven: Sonaty fortepianowe: „Pathétique, Moonlight and Appassionata”
- Brahms: Koncert Fortepianowy nr 1 (dwa nagrania z Carlo Maria Giulini i Riccardo Muti, oba w wytwórni EMI)
- Brahms: Sonaty na skrzypce i fortepian nr. 1-3, z Anne-Sophie Mutter, EMI (CD)
- Chopin: Utwory na fortepian i orkiestrę, EMI (2 płyty CD)
- Chopin: Nokturny (EMI)
- Chopin: Sonaty fortepianowe nr 2 i nr 3 (EMI)
- Debussy: Estampes, Suite Bergamasque, Kącik Dziecięcy, L’Isle Joyeuse i in. (Deutsche Grammophon)
- Debussy: Utwory na fortepian (Deutsche Grammophon, CD)
- Liszt: Sonata fortepianowa h-moll. Einsatz Records, Japonia
- Mozart: Koncerty fortepianowe nr. 9 i 21 (dyr. Carlo M. Giulini, Wiedeńska Orkiestra Symfoniczna)
- Musorgski: Obrazki z wystawy (EMI)
- Prokofiew: Koncert fortepianowy nr 3 (dyr. Seiji Ozawa, Orchestre de Paris)
- Rachmaninoff: Wszystkie Preludia. (RCA Red Seal), CD
- Rachmaninoff: Sonaty fortepianowe nr. 1, 2. (Deutsche Grammophon, CD)
- Rachmaninoff: II Koncert fortepianowy (z Herbertem von Karajanem i Berlińską Filharmonią)
- Rachmaninoff: III Koncert fortepianowy nr 3 (trzy różne nagrania, z udziałem George’a Pretre, Seiji Ozawy i Leonarda Bernsteina)
- Ravel – Koncert fortepianowy – dyr. Seiji Ozawa, Orchestre de Paris
- Scarlatti: Sonaty (15 wybranych), Deutsche Grammophon
- Schumann: „Kinderszenen” op. 15 (Toshiba-EMI)

### Wideo
- Alexis Weissenberg DVD: Classic Archive 2008 – Bach, Brahms, Chopin, Prokofiev, Strawiński.

## Książki
- Gustl Breuer / Henno Lohmeyer (Hrsg.): »Alexis Weissenberg. Ein kaleidoskopisches Porträt «. Rembrandt Verlag, Berlin 1977
- Lettre d’Alexis Weissenberg à Bernard Gavoty, 1966
- Weissenberg – Drei Interviews – Sofia 2012